# Політична система Італії
Політична система Італії — це демократична республіка, створена конституцією 1946 року. До її складу входять законодавчі, виконавчі та судові підрозділи, а також глава держави або президент.
У статті 1 Конституції Італії зазначено: Італія — це демократична республіка, заснована на праці. Суверенітет належить народу і реалізується народом у формах і в межах Конституції.
Заявляючи, що Італія є демократичною республікою, у статті урочисто проголошуються результати конституційного референдуму, який відбувся 2 червня 1946 року. Держава не є спадковою власністю правлячого монарха, але натомість це Республіка, що належить кожному.
Люди, покликані тимчасово керувати республікою, є не власниками, а є слугами; а керовані — не суб'єкти, а громадяни. І суверенітет, тобто влада, щоб зробити вибір, в який включають всю спільноту, належить народу, відповідно до концепції демократії, від грецького демосу (народу) та кратії (потужності). Однак ця влада повинна здійснюватися не довільно, а у формах і в межах, встановлених верховенством закону.

## Глава держави

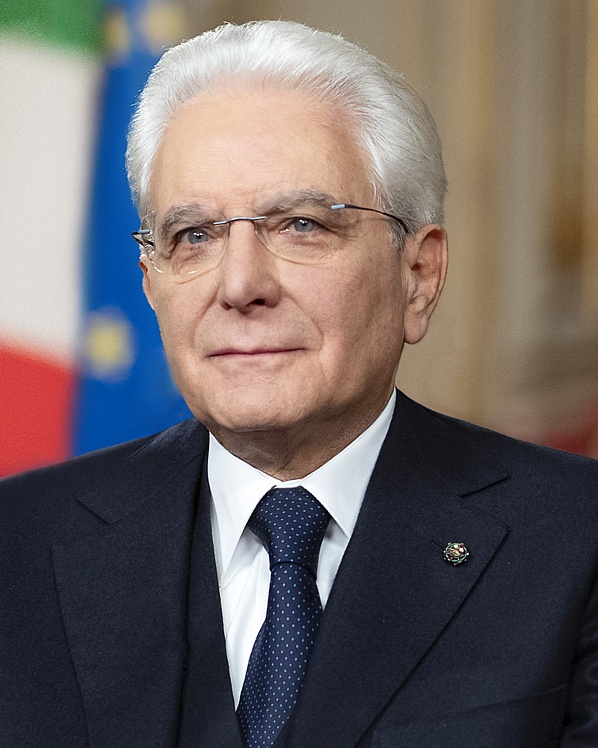
Серджо Матарелла, президент Італії з 3 лютого 2015 року

Як глава держави, Президент Республіки представляє єдність нації і виконує багато обов'язків, які раніше були віддані королю Італії. Президент слугує точкою зв'язку між трьома гілками, оскільки його обирають законодавці, призначають виконавчу владу і є президентом судової влади. Президент також є головнокомандувачем у часи війни.
Президент Республіки обирається Парламентом на сім років спільним засіданням разом з трьома представниками кожного регіону, за винятком долини Аоста, котра отримує лише одного представника. Ці делегати обираються відповідними регіональними радами, для того щоб гарантувати представництво серед меншин. Вибори потребують широкої більшості, яка поступово скорочується з двох третин до половини плюс один із голосів після третього голосування. Єдиними президентами, які коли-небудь були обрані на першому голосуванні, є Франческо Коссіга та Карло Азельо Чіомпі. Чіомпі замінив Джорджіо Наполітано, який був обраний 10 травня 2006 року. Хоча це не заборонено законом, жоден президент ніколи не правив два терміни до 20 квітня 2013 року, коли президент Джорджіо Наполітано був обраний повторно.
Відповідно до Конституції, будь-яким громадянин, якому в день виборів виповниться п'ятдесят, який користується громадянськими та політичними правами, може бути обраний президентом. Президент не може обіймати посаду в будь-якій іншій галузі влади, а зарплата та пільги на посаді встановлюються законом.
Серед повноважень Президента є спроможність:
- Надсилати повідомлення до парламенту, санкціонувати внесення законопроєктів урядом та оприлюднювати закони, укази та постанови,
- розпустити одну або обидві палати парламенту за погодженням з їх президентами, за винятком останніх шести місяців його строку, якщо цей період принаймні частково не збігається з останніми півроку парламенту.
- Скликати загальний референдум за певних обставин, встановлених Конституцією.
- Призначати державних службовців у випадках, встановлених законом.
- Акредитувати та приймати дипломатів та ратифікувати міжнародні договори після дозволу Парламенту, коли це вимагається.
- Створювати оголошення війни, погодженої парламентом, як головнокомандувача збройними силами.
- Вибачати виправдані вироки та присвоювати почесні відзнаки Республіки.

Президент також очолює Вищу раду судової влади та Вищу раду оборони.
Зазвичай Президент намагається не використовувати політичних дебатів і бути інституційною гарантією для всіх, хто бере участь у політичному процесі. Президент також може відкрито відкидати антиконституційні дії як хранитель Конституції Італії.
Президент не несе відповідальності за дії, здійснені при виконанні своїх обов'язків, за винятком зради та порушення Конституції, за які Президент може проголосити Парламент на спільному засіданні з абсолютною більшістю членів.

## Законодавча галузь
Згідно зі статтею 48 Конституції, яка гарантує право голосу, народ здійснює свою владу через своїх обраних представників у парламенті. Парламент має двопалатну систему і складається з палати депутатів та сенату, що обираються кожні п'ять років.
Палата депутатів обирається прямим і загальним виборчим правом виборців вісімнадцяти років і старше. Є 400 депутатів, вісім з яких обираються в закордонних округах. Усі виборці, яким у день виборів є двадцять п'ять і більше, мають право бути депутатами.
Сенат обирається прямим і загальним виборчим правом виборців, які мають двадцять п'ять і більше років. Є 200 сенаторів, чотири з яких обираються в закордонних округах. Існує також ряд пожиттєвих сенаторів, таких як колишні президенти та до п'яти громадян, призначених Президентом за те, що вони заслужили честь нації своїми досягненнями. Усі виборці, яким у день виборів виповнилося сорок і старше, мають право бути сенаторами. Сенат Республіки — це орган на базі регіону, де вибори сенаторів для кожного регіону базуються на зміненій пропорційній системі представництва.

## Виконавча влада

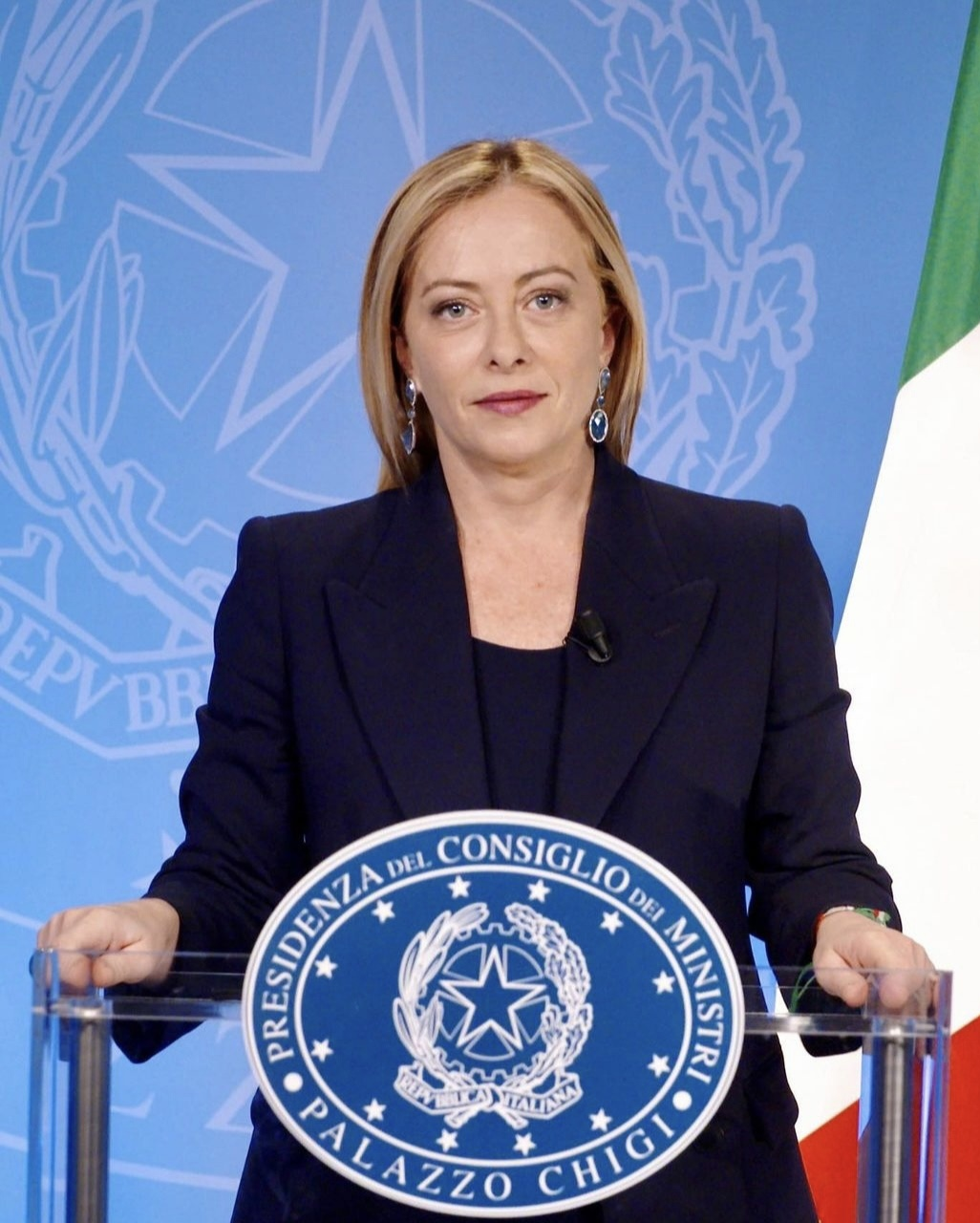
Джорджа Мелоні, прем'єр-міністр з 22 жовтня 2022

Конституцію встановлює уряд Італії у складі Президента Ради (Прем'єр-міністра) та Міністрів. Президент Італії призначає Прем'єр-міністра та за його пропозицією Міністрів, що формують його кабінет. Призначений (чи призначена), як правило, є лідером коаліції більшості, яка перемогла на виборах, але також може бути новим лідером, що випливає з виклику керівництву після виборів у складі мажоритарної коаліції, або особою, дорученою Президентом створити уряд національної єдності в часи політичної кризи, такі як коаліційна зміна чи підвішений парламент. У будь-якому випадку уряд повинен отримати довіру обох палат тому Виконавчий орган отримує свою легітимність від парламенту, а велика кількість політичних партій змушує прем'єр-міністра прихилитися до своєї волі.
Якщо коаліція більшості більше не підтримує уряд, прем'єр-міністр може бути відсторонений від вотуму недовіри, і тоді президент може призначити нового прем'єр-міністра, здатного сформувати уряд за підтримки парламенту, або розпустити парламент і закликають до нових виборів. Перебудова кабінету також можливе, якщо конкретні міністри не мають підтримки парламенту, тоді як прем'єр-міністр залишається відповідальним. В історії Італійської Республіки було дев'ятнадцять законодавчих органів (включаючи Установчі збори), сорок п'ять поспіль прем'єр-міністрів та шістдесят вісім різних кабінетів.

## Судова гілка
Конституція зазначає, що правосуддя здійснюється від імені людей і що судді підпорядковуються лише закону.Отже, судова влада — це галузь, яка є повністю автономною та незалежною від усіх інших гілок влади, навіть незважаючи на те, що міністр юстиції відповідає за організацію та функціонування тих служб, які займаються правосуддям і має право розпочати дисциплінарні дії проти суддів, які Потім перебуває у віданні Вищої ради судової влади під керівництвом Президента.
Італійська судова система базується на римському праві, Наполеонівському кодексі та пізніших статутах. Він заснований на поєднанні змагальної та інквізиційної систем цивільного права, хоча змагальна система була прийнята в апеляційних судах у 1988 році. Апеляції розглядаються майже як нові судові процеси, і мають місце три ступені судового розгляду. Третій — законний судовий процес.
Існує лише частковий судовий перегляд законодавства в американському розумінні. Судовий перегляд існує за певних умов, встановлених Конституційним законом, у Конституційному суді, який може відхилити антиконституційні закони після ретельного контролю. Відповідно до статті 134 Конституції Конституційний Суд приймає рішення щодо:
- Суперечки конституційної легітимності законів, виданих державою та регіонами.
- Конфлікти, які виникають при розподілі повноважень держави та тих повноважень, що надаються державі, регіонам, між регіонами.
- Обвинувачення, порушені проти президента і до 1989 року міністрів.

Конституційний суд складається з 15 суддів, один з яких — президент Конституційного суду Італії, обраний самим судом. Третина суддів призначається президентом Італійської республіки, третина обирається парламентом, а третина обирається звичайними вищими судами та адміністративними вищими судами. Конституційний суд приймає конституційність законів і є нововведенням після Другої світової війни.
Конституційний суд насамперед був створений "для охорони правопорядку та лише опосередковано як інститут для підтвердження основних прав " осіб. Суд, як правило, лише має право на судовий перегляд щодо «законів та підзаконних актів, що мають закон, виданих державою та регіонами» (що називається первинним законодавством у цивільно-правових системах) і не має повноважень переглядати адміністративні акти та положення або парламентські правила.
У листопаді 2014 року Італія прийняла обов'язкову юрисдикцію Міжнародного суду.